# Незнакомцы (фильм, 2008)
«Незнакомцы» (англ. The Strangers) — американский фильм ужасов 2008 года с Лив Тайлер и Скоттом Спидмэном. Молодая пара, остановившаяся в загородном доме, подвергается нападению неизвестных. Хотя рекламная кампания фильма активно проходила под лозунгом «Основано на реальных событиях», сюжет фильма частично вымышленный, но имеет некоторые отсылки к банде Чарльза Мэнсона и к убийству в Кедди.
Премьера в США состоялась 30 мая 2008 года, в России фильм был выпущен 29 мая.
Спустя 10 лет, в 2018 году, был выпущен сиквел «Незнакомцы: Жестокие игры».

## Сюжет
Фильм начинается с воспроизведения аудиозаписи звонка в службу 911, где мальчик в истерике сообщает оператору, что они с другом нашли людей в крови в загородном доме.
В ночь с 11 на 12 февраля 2005 года Кристен Мак-Кей (Лив Тайлер) и Джеймс Хойт (Скотт Спидмэн) возвращаются домой после летнего отпуска и посещения вечеринки, посвящённой помолвке их друзей. Джеймс делает Кристен предложение пожениться, однако женщина отказывает мужчине, считая, что не готова к таким изменениям. Джеймс везёт любимую к удалённому дому его отца, который расположен за городом. Он также звонит другу Майку и оставляет ему сообщение, чтобы тот приехал за ним, как только проснётся. Уже пятый час ночи, однако внезапно в дверь стучит девушка (Джемма Ворд) и спрашивает «дома ли Тамара». Кристен кажется, что девушка ведёт себя странно, и думает, что ей нужна была помощь. Впрочем, девушка уходит, когда ей сообщают, что она ошиблась домом.
Джеймс едет в магазин за сигаретами для Кристен. Оставшись одна, Кристен слышит, как кто-то начинает бешено стучать в дверь. Она ставит на зарядку свой мобильник, звонит с городского телефона Джеймсу и просит его поспешить. Затем на заднем плане показано, как Мужчина в Маске (Кип Уикс) проходит в дом за спиной Кристен. Девушка отодвигает занавеску окна и видит ещё одну незнакомку — Куколку (Ворд). В двери и окна продолжают бешено колотить. Она прячется в спальне и ненароком ранит лампой руку. Когда возвращается Джеймс, Кристен рассказывает, что произошло. Они вместе проверяют дом и убеждаются в том, что там никого нет. Между тем, мобильник Кристен обнаруживается сгоревшим в камине.
Джеймс спешит к машине, в которой разбито лобовое стекло и спущены колёса, за своим телефоном, но не находит его, а с обеих сторон на него надвигаются люди в масках. Он бежит обратно в дом и, когда дверь начинают взламывать топором, он и Кристен загораживают дверь пианино. Джеймс достаёт ружьё, и они прячутся в комнате в ожидании. Тем временем в дом прибывает друг Джеймса — Майк, и Джеймс случайно выстреливает в него. Тогда Джеймс решает бежать в сарай напротив дома, где должно было остаться старое радио, с помощью которого можно связаться с полицией. Он ползёт туда, но натыкается на незнакомца. Кристен тогда сама спешит в сарай, но радиоаппаратуру крушит другая незнакомка — Красотка (Лаура Маргулис).
Вернувшись в дом, Кристен пытается спрятаться от убийц, но в конечном итоге её ловят и оглушают. Утром, при свете дня, Кристен и Джеймс приходят в себя привязанные к стульям, при этом они снова одеты так, как были одеты в момент приезда домой (в платье и костюм), а не так, как во время нападения (когда Кристен была в рубашке и брюках, а Джеймс снял пиджак и галстук). Когда Кристен, плача, спрашивает, за что они с ними так, Куколка отвечает: «Потому что вы были дома». Сняв маски (лица не показываются) Красотка и Мужчина в Маске наносят по удару ножом Джеймсу в живот, после чего нож берёт Куколка и точно так же бьёт им Кристен. Через какое-то время Кристен, лёжа на полу, приходит в себя и слышит, как в кармане у трупа Майка звонит мобильник. Она ползёт к нему, но когда берёт телефон, то звонок уже сброшен. Тут появляется Мужчина в Маске, Кристен в ужасе закрывается руками, но тот лишь забирает мобильник и уходит
Утром к дому на велосипеде подъезжают два мальчика — мормонских проповедника. Они встречают уезжающий автомобиль с незнакомцами. Куколка просит у мальчиков одну брошюру, и один из них спрашивает у неё: «Вы грешите?» «Иногда» — отвечает она и берёт брошюру. В машине Красотка замечает, что «в следующий раз будет легче». Далее ребята открывают выломанную дверь дома и заходят в помещение, в котором в коридоре лежат тела Джеймса, Майка и Кристен. Один из мальчиков склоняется над Кристен, и та внезапно резко хватает его за руку и заходится криком.

## В ролях
- Лив Тайлер — Кристен Мак-Кей
- Скотт Спидмэн — Джеймс Хойт
- Гленн Хоуэртон — Майк
- Джемма Ворд — Куколка (блондинка в маске)
- Лаура Маргулис — Красотка (брюнетка в маске)
- Кип Уикс — Мужчина в Маске

## Производство
Сюжет Брайан Бертино придумал под впечатлением от убийства актрисы Шэрон Тейт, которую вместе с её друзьями 9 августа 1969 года жестоко убила банда Чарльза Мэнсона. Помимо того, что Тейт на момент убийства была на восьмом с половиной месяце беременности, это преступление ужасало ещё и тем, что было совершенно немотивированным — Тейт и её друзья никак не были связаны с бандой Мэнсона. Их целью был человек, который ранее жил в доме, в котором теперь жила Тейт.
Вторым источником вдохновения послужила история, которая произошла с Бертино в детстве. Однажды вечером, когда дома были только Бертино и его сестра, к ним постучались в дверь несколько человек, которые поинтересовались о человеке, который в этом доме никогда не жил. Получив отрицательный ответ незнакомцы ушли. Позже Бертино узнал, что они с точно таким же вопросом звонили во все соседские дома и если дом был пуст, то они его грабили.
Сценарий под названием «The Faces» (Лица) стал третьим написанным Бертино сценарием в его карьере.

### Комментарии
1. ↑  Сцена из расширенной версии. Ползущая на полу Кристен на одном из постеров фильма — кадр из этой удалённой сцены